# Аламеда (Малага)
Аламеда (ісп. Alameda) — муніципалітет в Іспанії, у складі автономної спільноти Андалусія, у провінції Малага. Населення — 5486 осіб (2010).
Муніципалітет розташований на відстані близько 370 км на південь від Мадрида, 55 км на північ від Малаги.

## Демографія
Динаміка населення (INE ):

## Галерея зображень

Розташування муніципалітету у провінції Малага
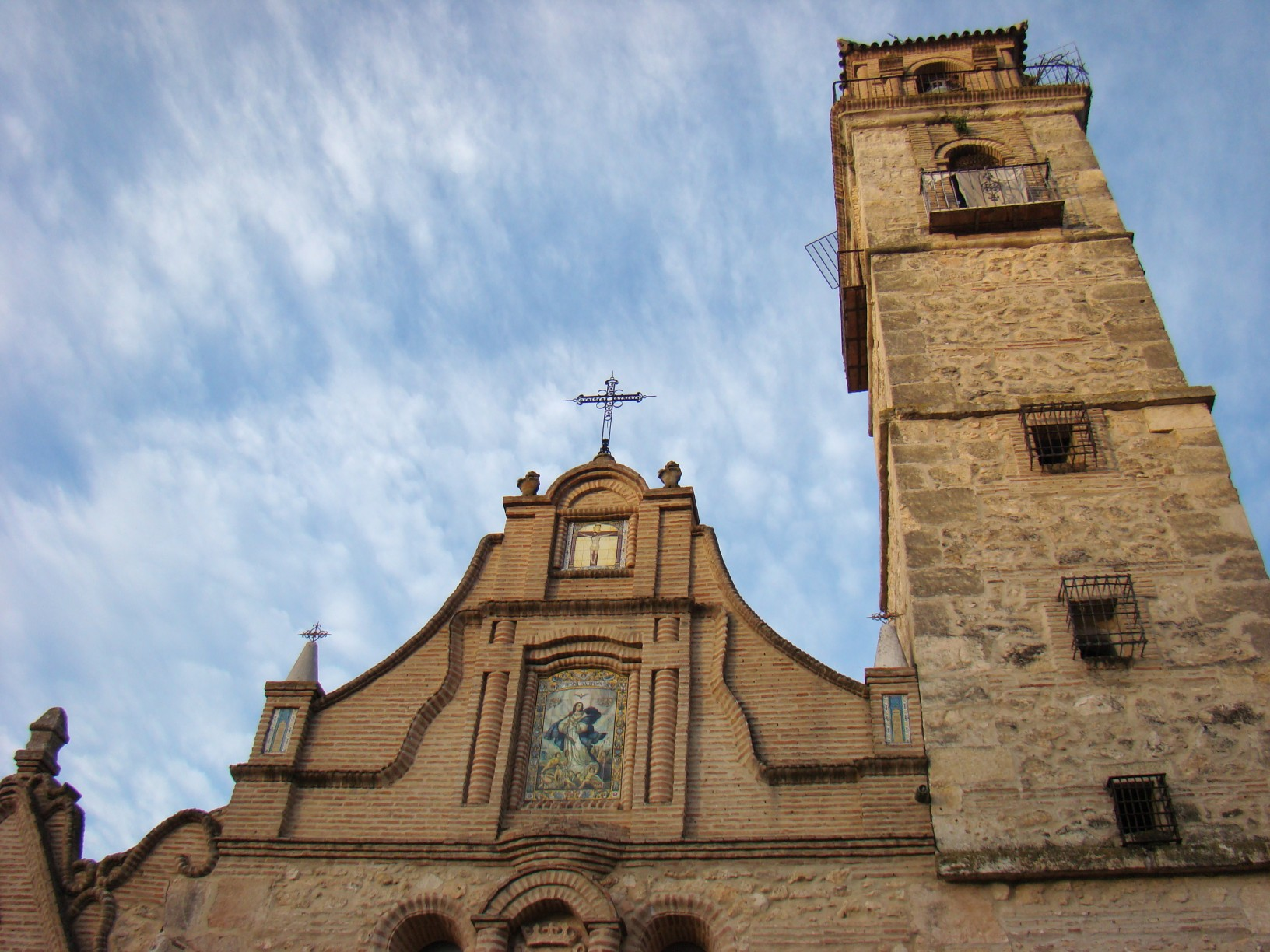
Церква Ла-Інмакулада-Консепсьйон